# Elisandro
Elisandro Teixeira Gomes, noto semplicemente come Elisandro (Bento Gonçalves, 11 dicembre 1986), è un giocatore di calcio a 5 brasiliano naturalizzato georgiano.

## Carriera
Elisandro ha ricevuto la cittadinanza georgiana nel 2020; non avendo mai giocato incontri ufficiali con il Brasile, ha potuto disputare il campionato europeo 2022 con la Nazionale maschile di calcio a 5 della Georgia.

## Palmarès

### Competizioni nazionali
- Coppa del Portogallo: 1
Benfica: 2016-17
- Supercoppa portoghese: 1
Benfica: 2016
- Campionato spagnolo: 2
Inter: 2017-18, 2019-20
- Supercoppa di Spagna: 2
Inter: 2017, 2018

### Competizioni internazionali
- Coppa UEFA: 1
Inter: 2017-18